# 예산 화순옹주 홍문
예산 화순옹주 홍문(禮山 和順翁主 紅門)은 대한민국 충청남도 예산군에 있는 화순옹주의 정절을 기리는 열녀문이다. 1976년 1월 8일 충청남도의 유형문화재 제45호로 지정되었다.

## 개요
화순옹주의 정절을 기리는 열녀문이다. 추사 김정희의 증조할머니이자 조선 영조(재위1724∼1776)의 둘째딸인 화순옹주는 남편인 김한신이 38세의 나이로 세상을 떠나자 그 슬픔을 이기지 못하여 음식을 입에 대지 않았다. 아버지 영조의 만류에도 불구하고 슬픔을 이겨내지 못한 옹주는 결국 세상을 떠났다. 영조는 남편에 대한 옹주의 정절을 칭찬하면서도 자신의 뜻을 따르지 않은데 대한 아쉬움 때문에 열녀문을 내리지 않았다. 지금의 열녀문은 훗날 정조(재위 1776∼1800)가 내린 것이다.
김정희유적지 안에 위치하고 있는데, 홍문 외에 옹주와 김한신의 합장묘·김정희 묘·김정희 고택이 있고 천연기념물 제106호로 지정된 백송이 있다.
묘막터는 원래 53칸의 큰 건물이었다고 하는데, 지금은 불에 타서 없어지고 주춧돌만 남아있다. 앞면 8칸·옆면 1칸 규모이며 근래에 담장을 설치하였다.

## 현지 안내문
조선 영조의 둘째 딸로서, 13세에 영의정 김흥경의 아들 월성위 김한신과 결혼한 화순옹주의 열녀정문이다. 추사 김정희의 증조부이기도한 김한신(1720~1758)은 벼슬이 수록대부 오휘도총관에 이르렀다. 부군이 38세의 젊은 나이에 별세하자, 옹주는 음식을 전혀 먹지 않고 영조의 말림에도 불구하고 죽음의 길을 택하였다. 영조는 옹주가 부왕의 뜻을 저버린데 대한 아쉬움 때문에 정문을 내리지 않았으나 후대에 정조가 내렸다. 약 200여 평의 대지 위에 낮은 담장을 두르고 출입문의 정면에 홍문을 세웠다. 건물은 정면 8탄 측면 1칸으로 중앙의 오른쪽 칸에 문을 내었고, 문의 전면에 홍살을 세우고 문 뒤에는 붉은 칠을 한 현판이 걸려 있다.

## 같이 보기
- 화순옹주

## 참고 자료
- 화순옹주홍문 - 국가유산청 국가유산포털